# Otto Selz
Otto Selz (geb. 14. Februar 1881 in München; gest. 27. August 1943 im KZ Auschwitz) war ein deutscher Philosoph und Psychologe.

## Leben
Otto Selz wuchs als Kind des Bankiers Sigmund Selz und seiner Frau Laura Selz (geb. Wassermann) in München auf. Er wurde zunächst zuhause unterrichtet, besuchte ab 1887 die St. Peter-Schule am Rosental, danach das Ludwigsgymnasium (München). Von 1899 bis 1907 studierte Selz Rechtswissenschaften, daneben auch Psychologie und Philosophie in Berlin und München u. a. bei Carl Stumpf und Franz Brentano. Er promovierte 1909 in Psychologie bei Theodor Lipps in München und habilitierte sich 1912 in Bonn bei Oswald Külpe.
Von 1912 bis 1921 war er, unterbrochen durch den Kriegsdienst, Privatdozent für Philosophie und Psychologie an der Universität Bonn und erhielt dort 1921 eine außerordentliche Professur für Rechtsphilosophie. 1923 wurde er Professor für Philosophie, Psychologie und Pädagogik an der Handelshochschule Mannheim. Von 1929 bis 1930 stand er der Hochschule als Rektor vor.
Selz wurde am 4. April 1933 wegen seiner jüdischen Herkunft mit dem Gesetz zur Wiederherstellung des Berufsbeamtentums in den vorzeitigen Ruhestand versetzt. 1938 wurde er für fünf Wochen ins KZ Dachau verschleppt und emigrierte daraufhin 1939 nach Amsterdam, wo er weiter forschte und lehrte. Er engagierte sich für eine von der Psychologie ausgehende Pädagogik. 1940 bemühte sich Selz aktiv um eine Ausreise in die Vereinigten Staaten. Unterstützt wurde er dabei unter anderem von dem schon in New York lebenden Max Wertheimer. Aufgrund seines fortgeschrittenen Alters und der langen Unterbrechung seiner beruflichen Laufbahn fehlten ihm aber die entsprechenden Referenzen, die ihm Aussichten auf eine akademische Festanstellung oder ein Stipendium und damit zu einem Visum hätten verhelfen können. Nach der Besetzung der Niederlande durch Nationalsozialisten wurde Selz 1943 verhaftet und zum Durchgangslager Westerbork gebracht. Von dort wurde er am 24. August 1943 in einem Transportzug ins Konzentrationslager Auschwitz verschleppt, wo er am 27. August 1943 ermordet wurde.

## Denkpsychologie
Selz wurde insbesondere durch Forschungen auf dem Gebiet der Denkpsychologie bekannt. Seine Arbeiten stehen in Beziehung zur Würzburger Schule. Er entwickelte Methoden zur Analyse der Denkvorgänge und versuchte, die unterschiedlichen kognitiven Leistungen – von reproduktiven zu produktiven Denkprozessen – in einer Theorie zu integrieren.
Die Würzburger hatten zwar den Assoziationismus widerlegt, aber keine Theorie aufgestellt. Selz erarbeitete eine komplette nicht-assoziationistische Denktheorie, die Schemata des Erkennens und Problemlösens in den Mittelpunkt stellte. Denken sah Selz als Kontinuum von reproduktiven und produktiven intellektuellen Operationen an, Wissen als eine mehr oder weniger vollständige Struktur („Wissenskomplex“). Das Problem fasste er als unvollständige Wissensstruktur auf, deren Leerstellen (Blankette) durch determinierte Mittelabstraktion ergänzt wird. Zusammen mit seiner Konzeption der Gesamtaufgabe als schematische Antizipation eines Zielbewusstseins nimmt er damit das Konzept des Problemraumes, die Ziel-Mittel-Analyse und die Grundstruktur von Produktionssystemen vorweg.
Seine Arbeiten wurden zuerst kaum rezipiert, gelten heute aber als wichtige Vorläufer der Kognitionswissenschaft. Otto Selz hat offensichtlich das Fundament für spätere Arbeiten von Karl Popper gelegt.
Neben theoretischen Arbeiten galt sein Interesse auch Fragen der Angewandten Psychologie. In Mannheim befasste er sich mit den Problemen der Ausbildung in Schule und Beruf und der Auswahl zu Lehrgängen.
Er versuchte eine „synthetische Ganzheitspsychologie“ zu verfassen, die sich von der Zweiten Leipziger Schule um Felix Krueger und der Berliner Schule der Gestaltpsychologie radikal abzugrenzen suchte. (Bezüge auf Alexius Meinong und Edmund Husserl)
Selz war Herausgeber des Archivs für die gesamte Psychologie.
Der Kultur- und Musikpsychologe Julius Bahle ist ein Schüler von Selz.

## Rezeption und Würdigung
Nachdem seine Schriften zunächst in Vergessenheit geraten waren, erfolgte ab den 1970er Jahren eine Sichtung, Würdigung und Herausgabe seiner Schriften. 1970 verlieh ihm die Deutsche Gesellschaft für Psychologie postum die Wilhelm-Wundt-Medaille. 1972 wurde das Institut für angewandte Psychologie der Universität Mannheim nach ihm benannt.
Seebohm analysiert in einer Dissertation von 1970 die Bedeutung des theoretischen Konzeptes von Selz für die Gegenwart. Er betont dabei nicht nur die Weiterentwicklung der Würzburger Schule durch Selz, sondern auch dessen Bedeutung für eine ganzheitliche psychologische Auffassung. An die Stelle der assoziativen Verknüpfung von Gedankeninhalten habe Selz die Verknüpfung durch Streben nach Komplexergänzung gestellt, anstelle der Beschäftigung mit Denkinhalten diejenige von Denkverläufen. Für Selz sei die steuernde Kraft des Denkprozesses die schematische Antizipation im Zielbewusstsein, welche einen streng determinierten Denkprozess in Gang setze, in dem jeweils das Vorhergehende das Nachfolgende bestimme. Dies habe Selz als Voraussetzung sowohl des reproduktiven als auch des produktiven Denkens angesehen. Diese Denkvorgänge sah er in der Person als synthetisch aufgebauter Ganzheit vereinigt. Damit sei für ihn auch Verhalten ganzheitlich gesteuert. Ein Teil seines Denkansatzes findet sich in späteren Konzepten, etwa der Schematheorie, Lernhierarchiemodellen und Modellen zur Künstlichen Intelligenz wieder. Noch Oswald Wiener verweist 2015 in  Selbstbeobachtung auf Otto Selz.

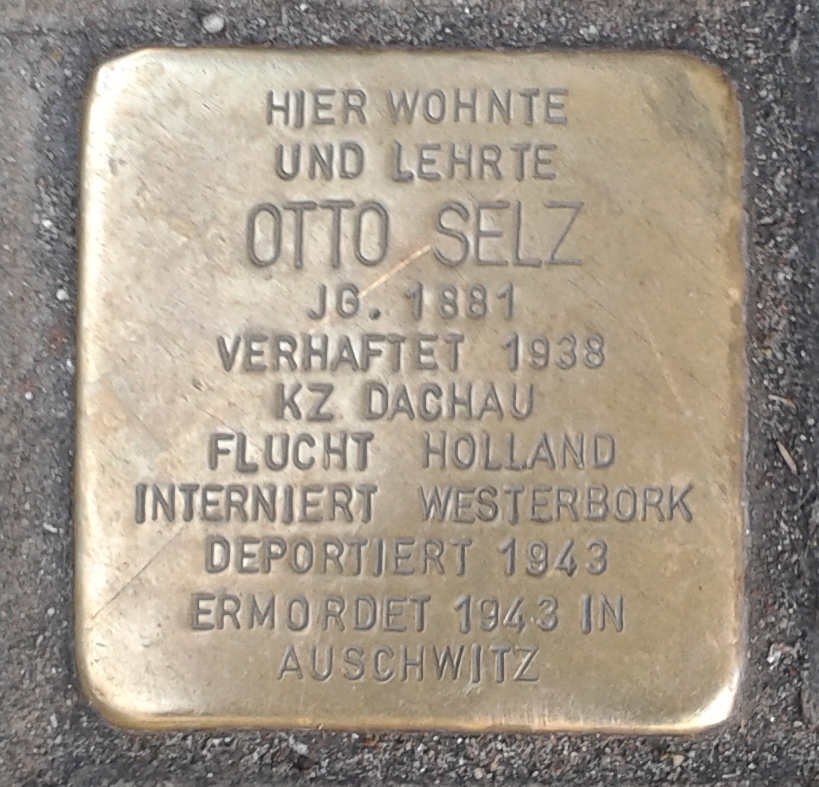
Stolperstein für Otto Selz in Mannheim

Anlässlich des 70. Todestages publizierte das Otto-Selz-Institut für Angewandte Psychologie der Universität Mannheim (OSI) mit Unterstützung der Universitätsbibliothek Mannheim Teile des Nachlasses als Digitalisate. Seit 2004 vergibt die Universität Mannheim jährlich den Otto-Selz-Preis für die beste psychologische Abschlussarbeit, seit 2006 zusätzlich auch für die beste psychologische Dissertation.
Die Stadt Mannheim benannte 1996 eine Straße bei der Schlossuniversität nach ihm. Am 27. Juni 2011 wurde an seiner letzten Wohn- und Arbeitsstätte in N 2, 4 in Mannheim ein Stolperstein verlegt.

## Schriften
- 1909 Inauguraldissertation: Die psychologische Erkenntnistheorie und das Transzendenzproblem. Sonderdruck aus dem „Archiv für die gesamte Psychologie“, Band 16, H. 1/2, S. 1–110 (Internet Archive)
- 1913 Über die Gesetze des geordneten Denkverlaufes. Eine experimentelle Untersuchung. Speemann, Stuttgart (Digitalisat)
- 1919 mit W. Benary, A. Kronfeld und E. Stern: Untersuchungen über die psychische Eignung zum Flugdienst. Schriften zur Psychologie der Berufseignung und des Wirtschaftslebens, hrsg. von Otto Lipmann und William Stern. Heft 8. Barth, Leipzig
- 1922 Zur Psychologie der produktiven Denkens und des Irrtums. Cohen, Bonn (Digitalisat)
- 1924 Die Gesetze der produktiven und reproduktiven Geistestätigkeit. Cohen, Bonn
- 1991 Wahrnehmungsaufbau und Denkprozeß. Ausgewählte Schriften. hrsg. v. A[ndré]. Métraux und T[heo]. Hermann. Huber, Bern ISBN 3-456-81941-2.